# Lajos Keresztes
Lajos Keresztes (28. dubna 1900 Praid, Rumunsko – 9. srpna 1978 Budapešť, Maďarsko) byl maďarský zápasník, reprezentant v zápase řecko-římském.
V roce 1924 na olympijských hrách v Paříži vybojoval stříbrnou medaili v lehké váze a v roce 1928 na hrách v Amsterdamu vybojoval v stejné kategorii medaili zlatou. V roce 1925 zvítězil v lehké váze (67,5 kg) na mistrovství Evropy.